# San Vittore al Corpo (Mailand)

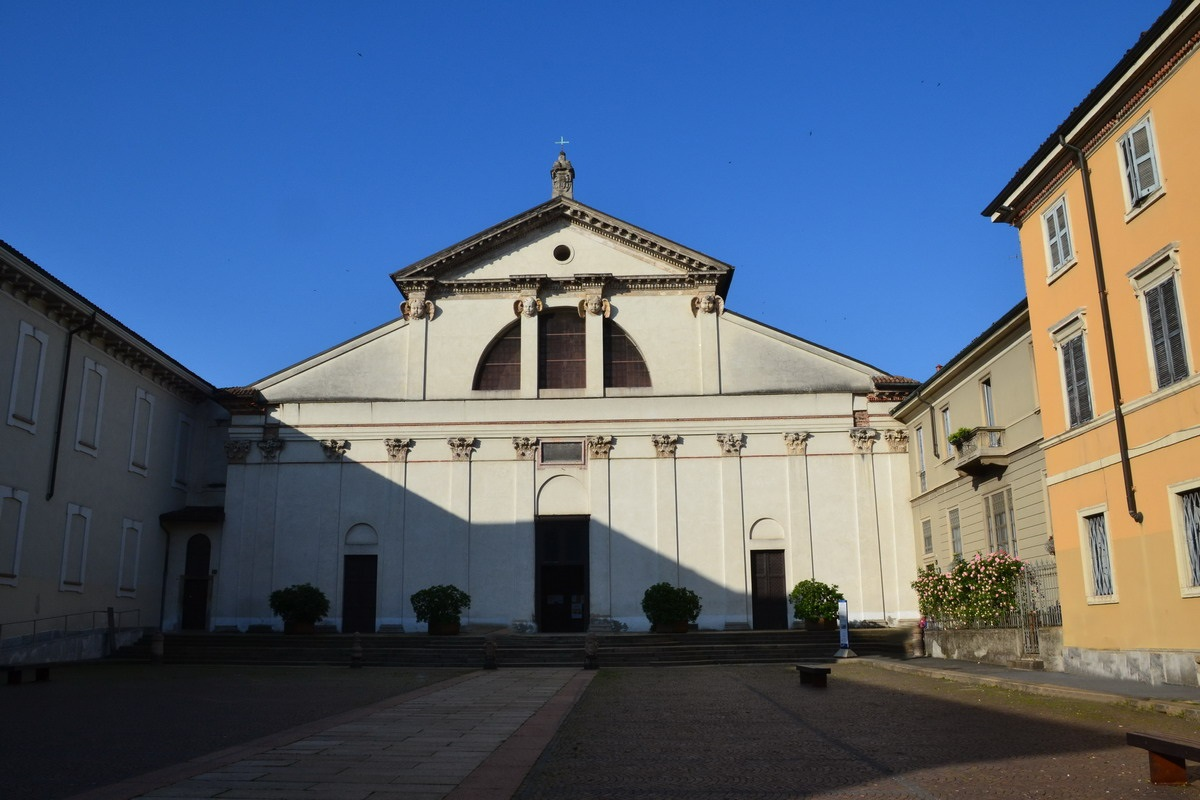
Fassade von San Vittore al Corpo, Mailand

San Vittore al Corpo eine römisch-katholische Kirche in der Altstadt von Mailand ist eine im Ursprung frühchristliche Kirche des 4. Jahrhunderts, die dem Patrozinium des Heiligen Victor von Mailand untersteht. Sie wurde zwischen dem 16. und 17. Jahrhundert zu ihrem heutigen Aussehen umgebaut. Das angrenzende ehemalige Kloster der Olivetaner wurde 1947 in das Museo nazionale della scienza e della tecnologia Leonardo da Vinci umgewandelt.

## Geschichte

Lage im spätantiken Mailand

Die Ursprünge der Kirche San Vittore al Corpo sind weithin diskutiert worden, mit oft abweichenden Schlussfolgerungen. Die Nachrichten über ein frühes Gebäude sind etwas unsicher und lückenhaft, was auch daran liegt, dass alle Spuren des letzteren mit dem Umbau der Kirche im 16. Jahrhundert verloren gingen. In der zeitgenössischen Literatur wird von einem dem heiligen Gregor gewidmeten Sakralbau mit Zentralbau gesprochen, in dem der Sarkophag mit den sterblichen Überresten des Kaisers Theodosius I. aufbewahrt worden sein soll. Bei den von der Sovrintendenza durchgeführten Ausgrabungen konnten sowohl die Fundamente des Kaiserlichen Mausoleums von San Vittore al Corpo (aus dem später die Kapelle des Heiligen Gregor wurde) als auch die der es umgebenden Anlage identifiziert werden. Befanden sich erstere tatsächlich unter der Treppe, die zur Kirche führt (heute für Besucher zugänglich), so entwickelten sich die Überreste der letzteren unterhalb des Klosters und sind in einem der Höfe des Museums für Wissenschaft und Technik zu sehen.
Einer weit verbreiteten Überlieferung zufolge wird der Bau einer ersten Basilika in die erste Hälfte des 4. Jahrhunderts datiert und mit der Basilica portiana identifiziert, die ihren Namen von Porzio, dem Sohn von Filippo Oldano, edler Bürger und Senator, erhielt, der sich damals dafür einsetzte, dass christliche Märtyrer ein würdiges Begräbnis erhielten. Auf jeden Fall ist die Identifizierung von San Vittore al Corpo mit der Basilica portiana noch immer umstritten, und es gibt auch keine Identifizierungen mit der Kirche San Lorenzo oder der Kirche Sant’Eustorgio. Die Kirche ist eine der fünf, die im 4. Jahrhundert von Ambrosius von Mailand erwähnt wurden. Im 11. Jahrhundert vertraute Erzbischof Arnolfo II. da Arsago die Basilika den Benediktinern der nahe gelegenen Kirche San Vincenzo in Prato an, die hier auf dem Höhepunkt ihres wirtschaftlichen Aufstiegs eine neue Residenz errichteten. Damals war die Kirche noch anders ausgerichtet, und der alte Eingang befand sich am heutigen Chor, während die alte Apsis auf dem heutigen Kirchhof stand.

### Mausoleo imperiale von San Vittore al Corpo
Es wurde bei den Untersuchungen der Soprintendenza zwischen 1953 und 1960 entdeckt und ist in ihren Fundamenten, die in einem unterirdischen Raum an der Eingangstreppe der Kirche zugänglich sind, noch immer zu besichtigen. Sie hatte eine achteckige Form mit einer Seitenlänge von jeweils 7,5 Metern. Es hatte ein Ziegelsteinpflaster ähnlich dem in den Terme Erculee, flankiert von einem weiteren Teil aus Marmor Opus sectile, mit einem Motiv aus Sechsecken im Wechsel mit Dreiecken. Im Inneren befanden sich acht Nischen, eine auf jeder Seite, die abwechselnd rechteckig und halbkreisförmig waren. Die Wände waren mit einem weiteren grauen Marmorsockel versehen, der von Marmorintarsien und Mosaiken gekrönt wurde. Die Datierung des Mausoleums wird auf das erste berühmte Begräbnis zurückgeführt, das es beherbergen sollte, nämlich das von Maximian, obwohl der erste Kaiser, der dort tatsächlich bestattet wurde, Valentinian II. war. Es ist daher nicht möglich, ein genaues archäologisches Datum anzugeben. Sicher ist nur, dass das einzige festgestellte Grab von presbiter Probus ist, der im Jahr 368 starb.

### Recinto di San Vittore
In den klassischen und mittelalterlichen Quellen nicht erwähnt, wurde der Recinto di San Vittore erst zwischen 1950 und 1953 bei Untersuchungen der Soprintendenza im ehemaligen Olivetanerkloster entdeckt, das heute das Museum für Wissenschaft und Technik beherbergt. Er hatte eine achteckige Form, war abgeflacht, hatte Seiten zwischen 42 und 44 Metern, eine Hauptachse von 132 und eine Nebenachse von 100 Metern. Auf jeder seiner Spitzen stand ein Turm mit halbkreisförmigem Grundriss. Aus funktionaler Sicht wurde die Anlage im Allgemeinen als Verteidigungsanlage interpretiert, die zum Schutz des kaiserlichen Mausoleums errichtet wurde, in dem wahrscheinlich die Kaiser Gratian und Valentinian II. beigesetzt wurden.

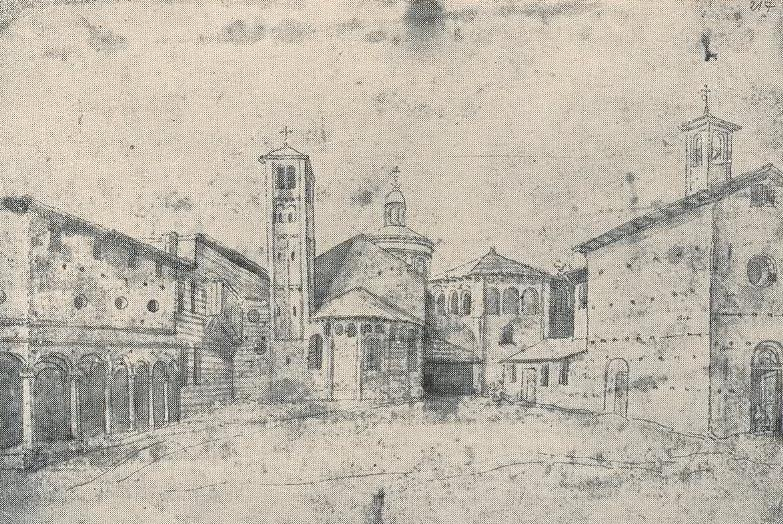
Niederländischer Anonymus aus dem 16. Jahrhundert, der alte Bau von San Vittore al Corpo mit dem Kloster und dem Apsidenbereich der Kirche

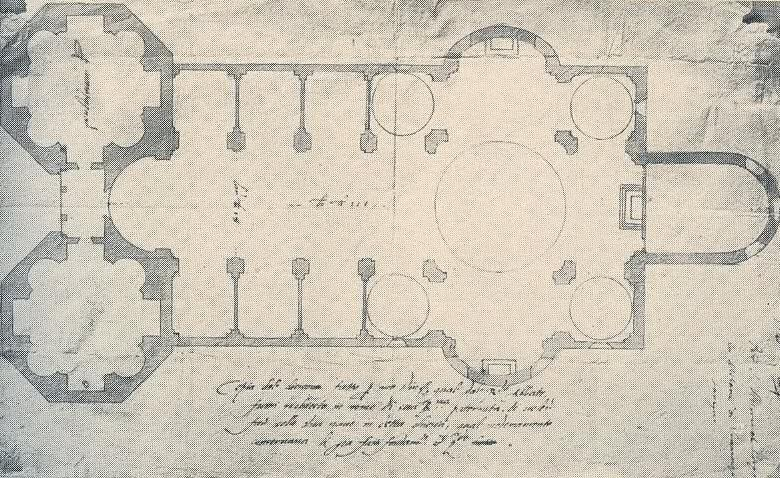
Das nicht realisierte Projekt von Galeazzo Alessi für die neue Kirche

### Die neue Kirche
Auf Kommende reduziert, ging der Komplex am 29. August 1507 an die Olivetaner über, die einen radikalen Umbau vornahmen. Die einzigen Überreste aus der benediktinischen Zeit sind heute das Waschbecken aus weißem Marmor aus dem späten 15. Jahrhundert und der Abgesetzte Christus aus Terrakotta, ein Werk des Bolognesers Vincenzo Onofri, das in der Kapelle des Heiligen Gregor aufbewahrt wird. Verschiedene Persönlichkeiten der damaligen Zeit trugen zum Wiederaufbau des Klosters bei, darunter Vincenzo Seregni (von dem auch mehrere Zeichnungen überliefert sind, die die Kirche in ihrer früheren Form zeigen) und Galeazzo Alessi, die beide im Jahr 1553 hier bezeugt sind. Die Arbeiten zum Wiederaufbau der Kirche begannen am 31. März 1560 und entsprachen dem Wunsch der Olivetaner nach einem Platz vor dem Kloster, der auch als Kirchhof dienen sollte; laut Pater Agostino Delfinone wird der Entwurf der neuen Kirche auf 1560, der im Laufe des 17. Jahrhunderts die Archive des Klosters reorganisierte, zu Galeazzo Alessi und Vincenzo Seregni zurückgeführt. Es ist heute allgemein anerkannt, dass das Projekt von Vincenzo Seregni nicht dem tatsächlich fertiggestellten Projekt entsprach, sondern das Werk von Galeazzo Alessi war, der es aus noch unbekannten Gründen von Seregni übernahm, der jedoch die Aufsicht über das Werk behielt. In den Plänen von Seregni war nämlich die Erhaltung der bereits bestehenden Bauwerke vorgesehen, wie z. B. der Kapelle des Heiligen Gregor, die den rechten Teil des neuen symmetrischen Zugangs bilden sollte, zu dessen Flanke ein zweiter symmetrischer Baukörper errichtet werden sollte. Anders wäre auch die Tribüne gewesen, die auf einem Platz mit einer achteckigen Kuppel errichtet worden wäre.
Das neue Projekt, das mit Ausnahme der unvollendeten Fassade realisiert wurde, hatte die vollständige Beseitigung der Kapelle San Gregorio" und die völlige Entstellung der Räume der früheren Basilika zur Folge. Das Projekt rief damals verschiedene Kritiken hervor, darunter auch die Worte von Placido Puccinelli, der in seinem Zodiaco della Chiesa Milanese die Renovierung als überflüssige und enorme Ausgabe bezeichnete, nur um den Titel basilica portiana abzuschaffen und den Titel Abtei einzuführen, wurde die Hauptkapelle nach Osten angehoben, um sie nach Westen zu verlegen; wo die Kirchentür war, ist jetzt der Chor, und wo jetzt die Tür ist, befanden sich die Grabhügel der Heiligen. Die Arbeiten gingen dank der beträchtlichen finanziellen Mittel der Olivetaner besonders schnell voran; ab 1570 ist die Anwesenheit von Martino Bassi, der sich um einige Seitenkapellen und den Glockenturm kümmerte, bezeugt; später hingegen die von Tolomeo Rinaldi und Francesco Sitone. Die Arbeiten dauerten bis zum Beginn des 17. Jahrhunderts; der Hochaltar war bereits 1576 von Karl Borromäus geweiht worden. Das Oratorium von San Martino, das während der Bauarbeiten zerstört wurde, wurde in der nördlichen Ecke des heutigen Kirchhofs wieder aufgebaut und bestand aus einem einzigen Schiff, ohne nennenswerte Verzierungen. Mitte des 17. Jahrhunderts hatte die Kirche ihr heutiges Aussehen erhalten: In den folgenden Jahrhunderten gab es keine größeren Veränderungen außer dem Austausch der Kanzel und des Hochaltars aus Marmor und Bronze aus dem 18. Jahrhundert; letzterer wurde durch einen Altar von Giovanni Muzio ersetzt.

## Beschreibung

### Fassade

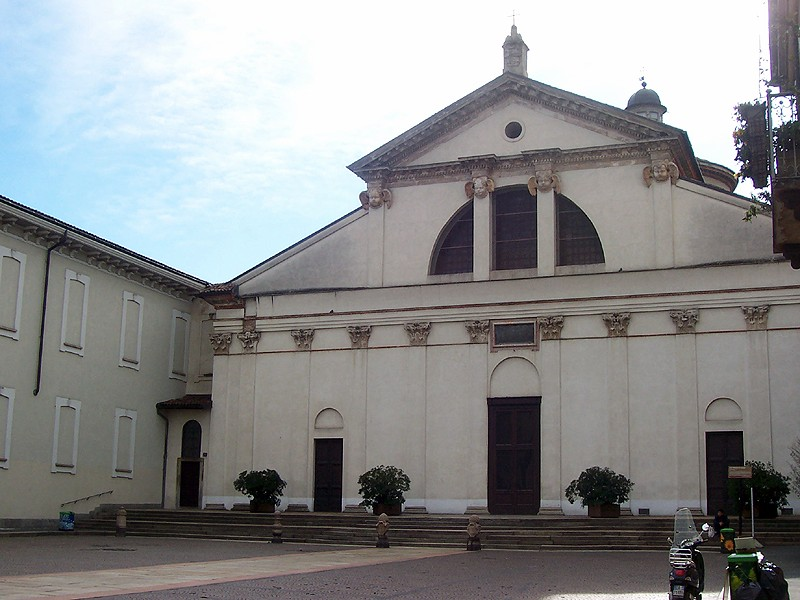
San Vittore al Corpo, Fassade

Nach dem Entwurf von Galeazzo Alessi sollte der Fassade ein korinthischer Pronaos mit Tonnengewölbe vorgelagert werden, der heute jedoch unvollendet erscheint. Die Fassade ist durch zwei unterschiedliche Ordnungen gekennzeichnet: die untere, die durch zwölf Pilaster gekennzeichnet ist, und die obere, an der vier Pilaster einen dreieckigen Giebel tragen. Obwohl allgemein angenommen wird, dass die Fassade aus Geldmangel unvollendet blieb, haben Agnoldomenico Pica und Piero Portaluppi in ihrer Monografie von 1934 eine interessante Einschätzung abgegeben: „Die Höhe des Pronaos, auf die die Anordnung der an die Fassade angelehnten Lisenen deutlich hinweist, wurde durch die Höhe der im Hauptschiff stattfindenden inneren Ordnung bestimmt, d. h. unabhängig vom Organismus der Fassade; das Ergebnis war, dass das frontale Gebälk die Köpfe der beiden Seitenschiffe in Form von dreieckigen Halbfastigien ohne das kleinste Ruheband zwischen dem Gebälk selbst und dem Fastigium durchschnitt. [...] Diese sehr schwerwiegenden Unannehmlichkeiten mussten die Superintendenten dazu veranlassen, die Arbeiten am Pronaos einzustellen, deren Ausbleiben unserer Meinung nach auf eine späte Reue zurückgeführt werden kann.“

### Bilder

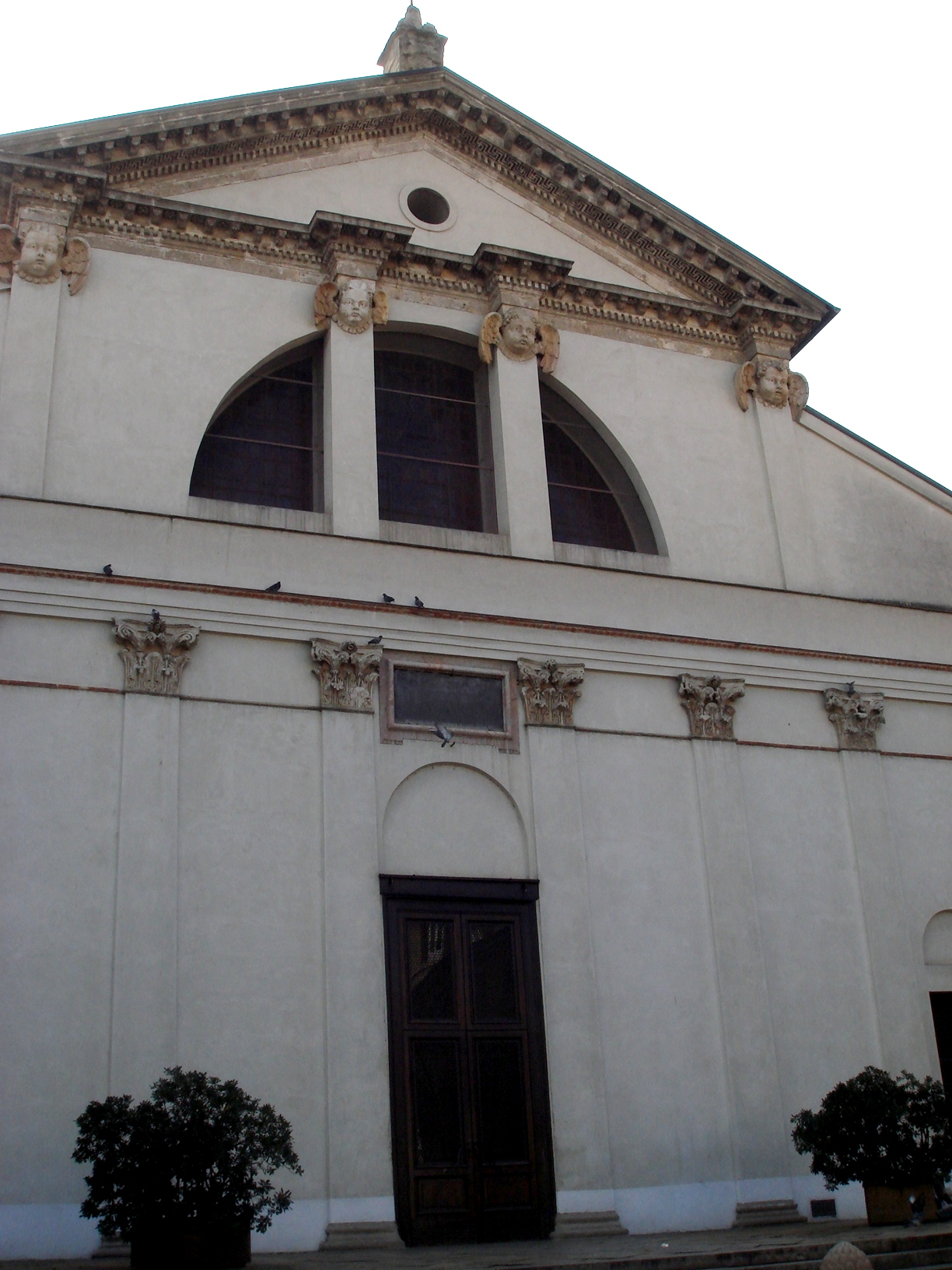
Der zentrale Teil der Fassade
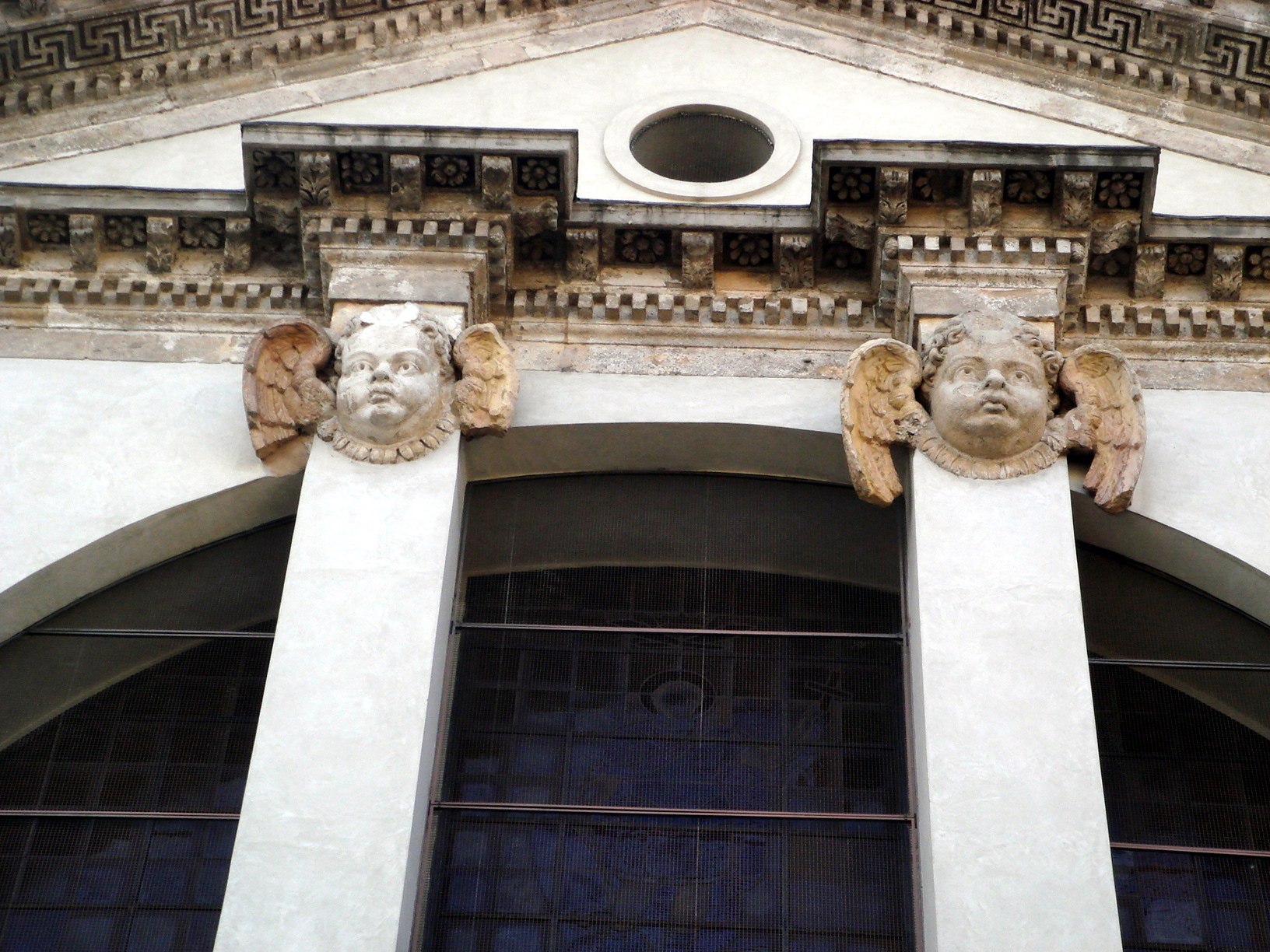
Fenster Detail
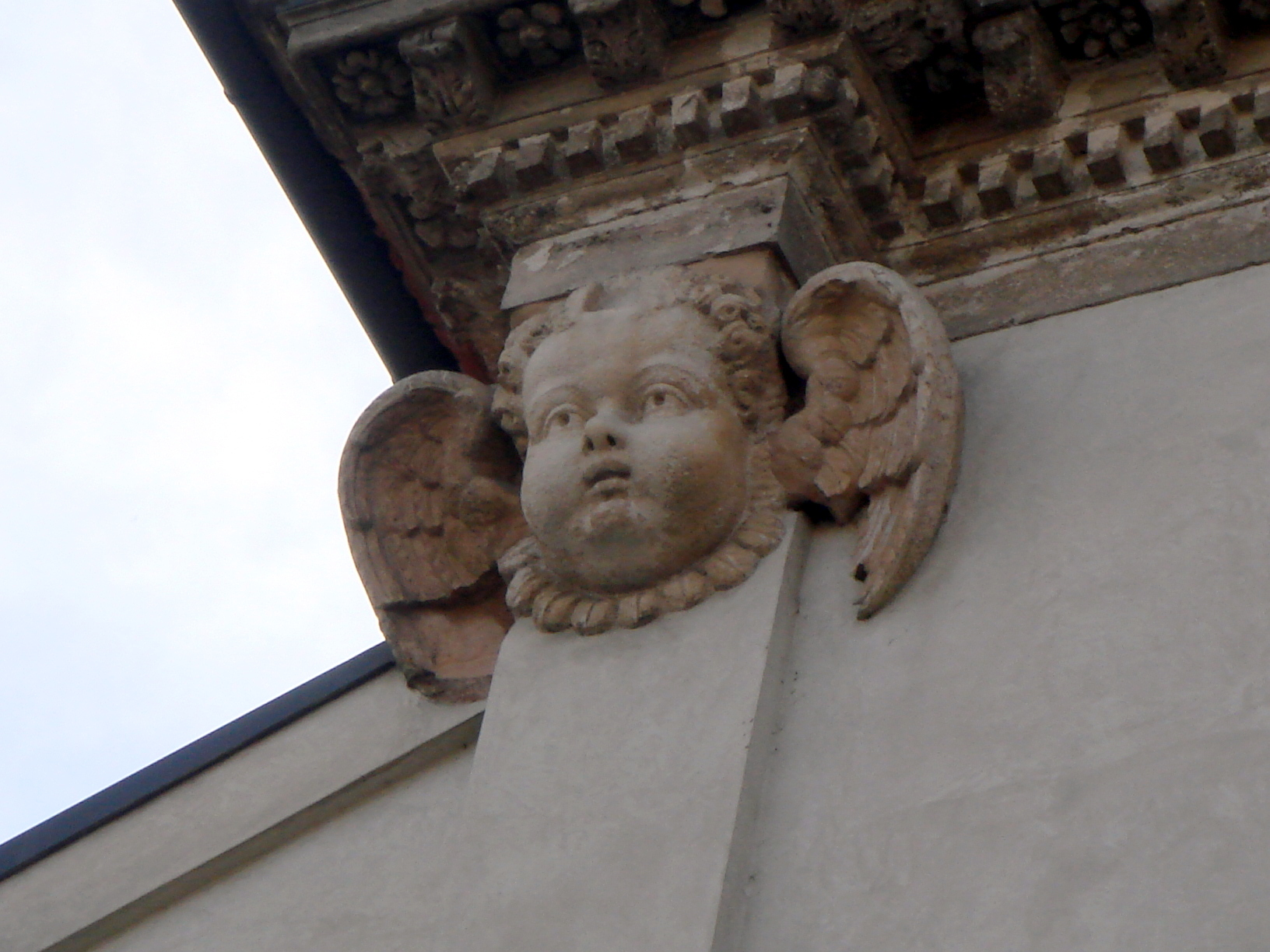
Detail der Verzierung
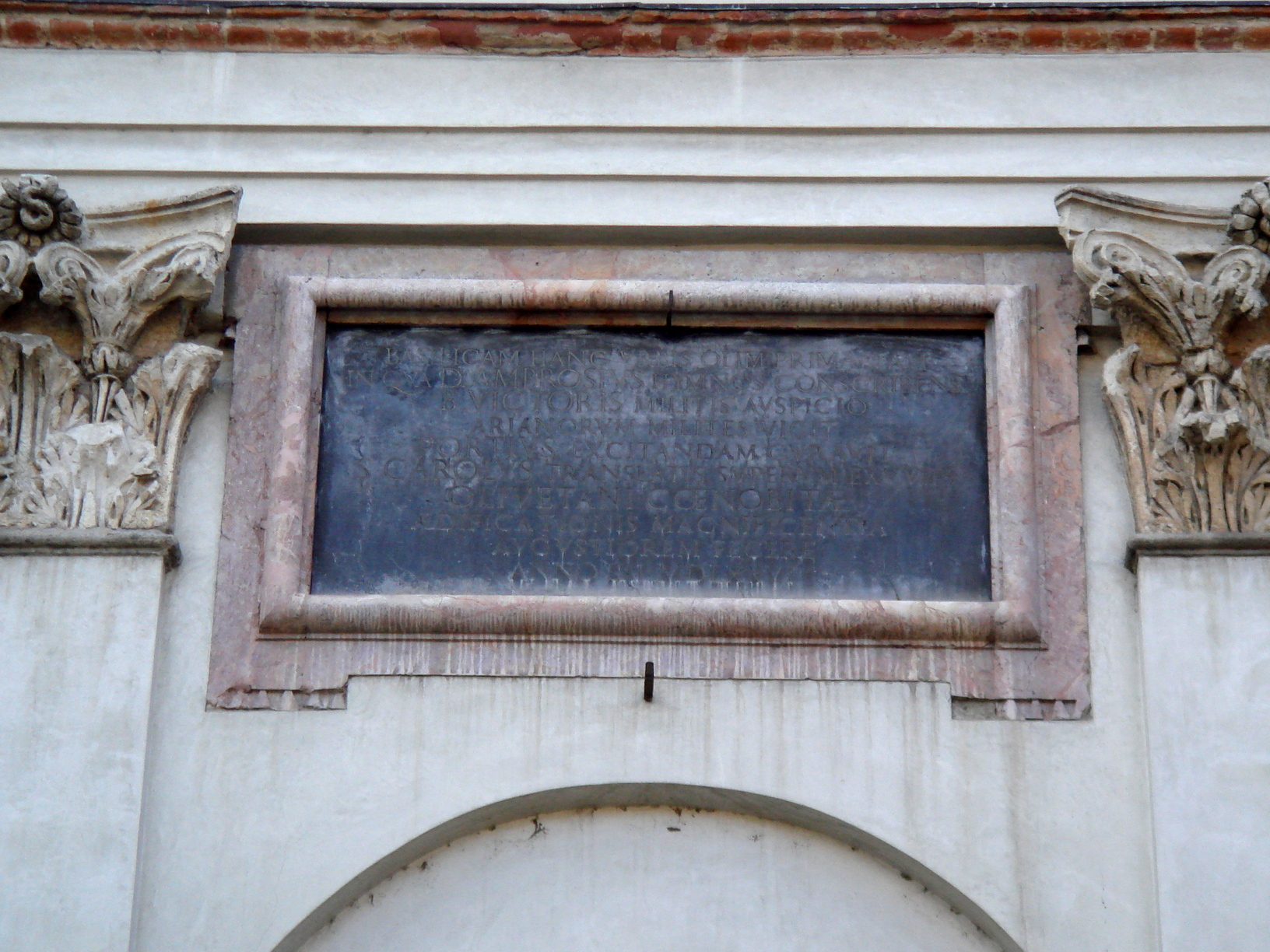
Tabelle mit dem Eintrag oberhalb des Portals

### Innenraum

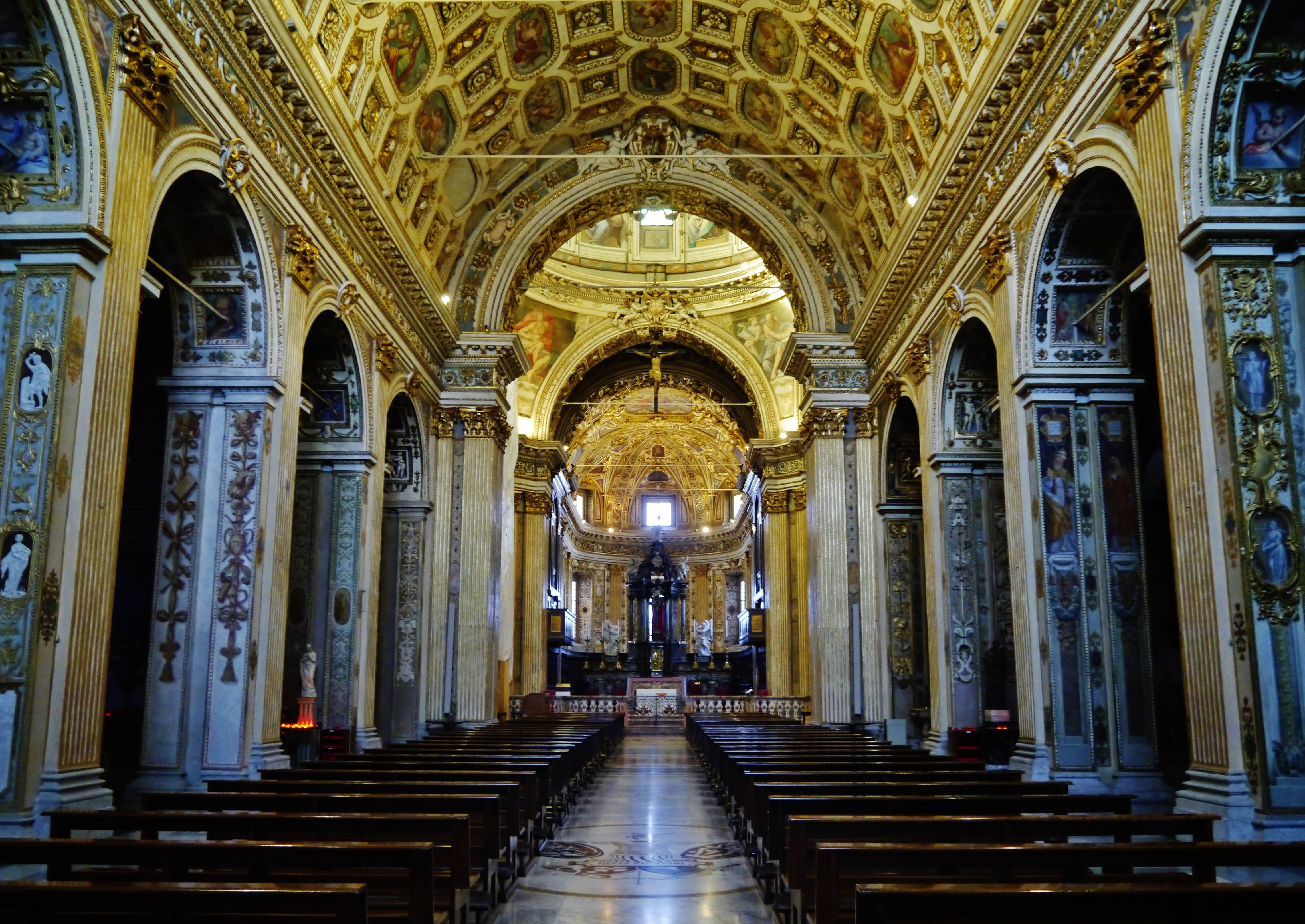
San Vittore al Corpo, Inneres

Das Innere der Kirche hat die Form eines lateinischen Kreuzes mit drei Schiffen und sechs Bögen auf jeder Seite, die durch rechteckige Pfeiler mit korinthischen Pilastern, die mit verschiedenen Motiven verziert sind, voneinander getrennt sind. Die Struktur erinnert in kleinerem Maßstab an den Petersdom, mit einer Hauptachse von siebzig Metern Länge. Querschiff und Apsis sind durch einen Kuppelraum von den drei vorderen Schiffen getrennt. Die Kuppel wird von vier großen Pfeilern getragen. Unter dem Hauptschiff befindet sich die ebenfalls dreischiffige Krypta mit Kreuzgewölben, die von Säulen aus toskanischem Granit getragen werden. Das Mittelschiff der Kirche wird von einem Tonnengewölbe überspannt, das mit Darstellungen von Heiligen geschmückt ist, deren Gebeine im Inneren der Kirche aufbewahrt werden sollten; die beiden Seitenschiffe haben Kuppelgewölbe, die in elegante Felder unterteilt sind. Entlang der Seitenschiffe sind zwölf Kapellen angeordnet, sechs auf jeder Seite. Alle Innenräume zeichnen sich durch eine reiche Stuckdekoration und Fresken aus dem späten 16. und frühen 17. Jahrhundert aus.

#### Gewölbe
Das Tonnengewölbe des Kirchenschiffs, das Mitte des 17. Jahrhunderts fertig gestellt wurde, ist ein Werk des Malers Ercole Procaccini der Jüngere (italienisch: Ercole Procaccini il Giovane), Neffe und Schüler der berühmteren Giulio Cesare Procaccini und Camillo Procaccini, der in ovalen Rahmen Heilige und Engel als Silhouetten vor einem blauen, von Wolken durchzogenen Himmel darstellte. Die Fresken sind mit Rosetten und Engelsköpfen aus Stuck durchsetzt, die eindeutig von der klassischen Kunst inspiriert sind. Zusammen mit dem Heiligen Viktor in der Mitte stehen die Heiligen Satyrus von Mailand und Francesca Romana, die Bischöfe Mirokles, Protasius und Dacius, die Märtyrer Saturninus, Valerian, Cecilia, Valentinian, die Jungfrauen Diateria und Daria, den Beichtvater Anator, den Abt Mauro und den Bischof Fortunatus, deren Reliquien in der Basilika aufbewahrt werden.
Die Barockkünstler Guglielmo Caccia, genannt il Moncalvo, und Daniele Crespi arbeiteten an der Kuppel, die bereits 1619 als stuckiert und vergoldet, in achtzig Quadraten ausgezeichnet erwähnt wurde. Die Innenverkleidung aus quadratischen Lakunen mit abnehmender Größe, die jeweils einen Musiker-Engel enthalten, soll die Illusion von Höhe verstärken. Das daraus resultierende himmlische Konzert gibt einen Überblick über die im 17. Jahrhundert verwendeten Musikinstrumente. Von größerer Größe und höherer malerischer Qualität sind die Vier Evangelisten in den Pendentifs und die Sibyllen, die sich mit den Fenstern in der Trommel abwechseln. Definitiv von Crespi sind Johannes, Lukas und Markus; Matthäus wird gewöhnlich Guglielmo Caccia zugeschrieben, während die Sibyllen und die Engel das Werk mehrerer Hände sind. Die Dekoration der Kapelle des Heiligen Antonius der Große auf der linken Seite des Kirchenschiffs stammt ebenfalls von Daniele Crespi.

#### Seitenkapellen
Die erste Kapelle auf der rechten Seite wurde nach der Zerstörung der gleichnamigen Pfarrei 1788 und der Überführung des darin befindlichen Altarbildes des alexandrinischen Malers Giuseppe Vermiglio, St. Martin empfängt den Mantel Christi in der Herrlichkeit, in die Basilika übertragen. In der dritten Kapelle rechts, die der Heilige Francesca Romana gewidmet ist, arbeitete Enea Salmeggia: von dem Gemälde mit der Heiligen, signiert und datiert 1619, kennen wir eine vorbereitende Zeichnung, die in der Pinacoteca Ambrosiana aufbewahrt wird, und eine Reproduktion aus dem 17. Jahrhundert, die im Oratorium der Kirche Antonius der Große aufbewahrt wird. Die nächste Kapelle, die des Heiligen Christophorus, wurde von dem ehemaligen Gouverneur von Modica in Sizilien, dem Adligen Cristoforo Riva, in Auftrag gegeben und dem spätmanieristischen Maler Gerolamo Ciocca anvertraut.
Die bemerkenswerteste Kapelle der Basilika ist die sechste Kapelle auf der rechten Seite, die von Graf Bartolomeo Arese, dem Präsidenten des Senato di Milano, in Auftrag gegeben wurde, der darin begraben wurde. Das kunstvolle schmiedeeiserne Tor, das es umschließt, bereitet den Besucher auf einen Blick in das prächtige Innere vor. Die prachtvolle Dekoration wurde in Zusammenarbeit mit bedeutenden Künstlern der zweiten Hälfte des 17. Jahrhunderts in Mailand realisiert: dem Architekten Gerolamo Quadrio, dem Maler Antonio Busca und dem Bildhauer Giuseppe Vismara. Der aufwendige Dekorationsapparat ist eindeutig von Gian Lorenzo Bernini inspiriert und soll den Betrachter durch den Kontrast von kostbarem Marmor, vergoldetem Stuck und weißen Skulpturen verunsichern. In der Mitte steht die Himmelfahrt von Vismara, flankiert von zwei Propheten, die zwischen den schwarzen Marmorsäulen hervorstechen. Den Hintergrund für die vergoldeten Stuckarbeiten mit dem Triumph der Engel bilden die Fresken von Brusca, der die vier Propheten Zacharias, Daniel, Jeremia und Jesaja in den Pendentifs der Kuppel malte.
Die dritte Kapelle auf der linken Seite, die dem Heiligen Bernardo Tolomei gewidmet ist, wurde im 18. Jahrhundert mit Episoden aus dem Leben des Gründers des Olivetanerordens geschmückt. Das Altarbild des Lucca-Malers Pompeo Batoni, Der selige Tolomei hilft den Pestopfern von 1745, und das Oval links von dem Lombarden Mattia Bortoloni können hier bewundert werden. Die vierte Kapelle beherbergt ein frühes Meisterwerk von Daniele Crespi, Der heilige Antonius wohnt der Verherrlichung der Seele des heiligen Paulus, des Einsiedlers, bei, 1619. Die fünfte Kapelle, die dem Heiligen Franziskus gewidmet ist, wurde im 17. Jahrhundert im Auftrag des Markgrafen Girolamo Rho mit drei Gemälden von Giovanni Battista Discepoli genannt Lo Zoppo da Lugano (Hinkender von Lugano) geschmückt, der Madonna und San Francesco, von Vandyckian abstammend, das Stigmate di San Francesco, inspiriert von dem gleichnamigen Gemälde von Domenico Fiasella im Heiligtum Heiligtum Madonna del Monte in Genua.
Auch die Familie Procaccini war an der Verwirklichung von San Vittore beteiligt: Ercole Procaccini il Vecchio arbeitete an der Kapelle des Heiligen Joseph, während sein Sohn Camillo Procaccini die drei Gemälde mit den Geschichten des Heiligen Gregor malte, in der rechten Apsis des Querschiffs (im Jahr 1602 von Pater Michele Miserone, Abt von San Vittore, eingerichtet), und im Jahr 1616 die Orgeltafeln mit der Darstellung des Ertrinkens des Pharaos im Roten Meer (geschlossen) und der Verkündigung und der Heimsuchung (geöffnet).

#### Sakristei
Nachdem die Orgel Mitte des 18. Jahrhunderts abgebaut worden war, wurden die Fensterläden in der Sakristei über den Schränken angebracht. Zu den weiteren Leistungen von Camillo Procaccini gehören die Dekorationen der Kapelle San Vittore in der Sakristei, die teilweise bereits 1601 fertiggestellt wurden, wie eine Zahlungsquittung für das Martyrium von San Vittore über dem Altar bezeugt. Es folgten die seitlichen Gemälde, die den Streit des Heiligen mit dem Tyrannen und die Folterung durch das in den Mund gegossene geschmolzene Blei darstellen, sowie die drei Freskenmedaillons am Gewölbe, die die Enthauptung des Heiligen Viktor, das Begräbnis und die Auffahrt des Heiligen zum Himmel zeigen. Die reiche Stuckdekoration ist wahrscheinlich auf Giovanni Battista Lazana und Francesco Sala zurückzuführen. Aus der Zeit zwischen 1610 und 1628 stammen die kostbaren Schränke, die von dem Olivetanermönch Giuseppe geschnitzt wurden und die Wände der Sakristei bedecken, einem großen rechteckigen Raum mit einem auf ionischen Pilastern ruhenden Tonnengewölbe.

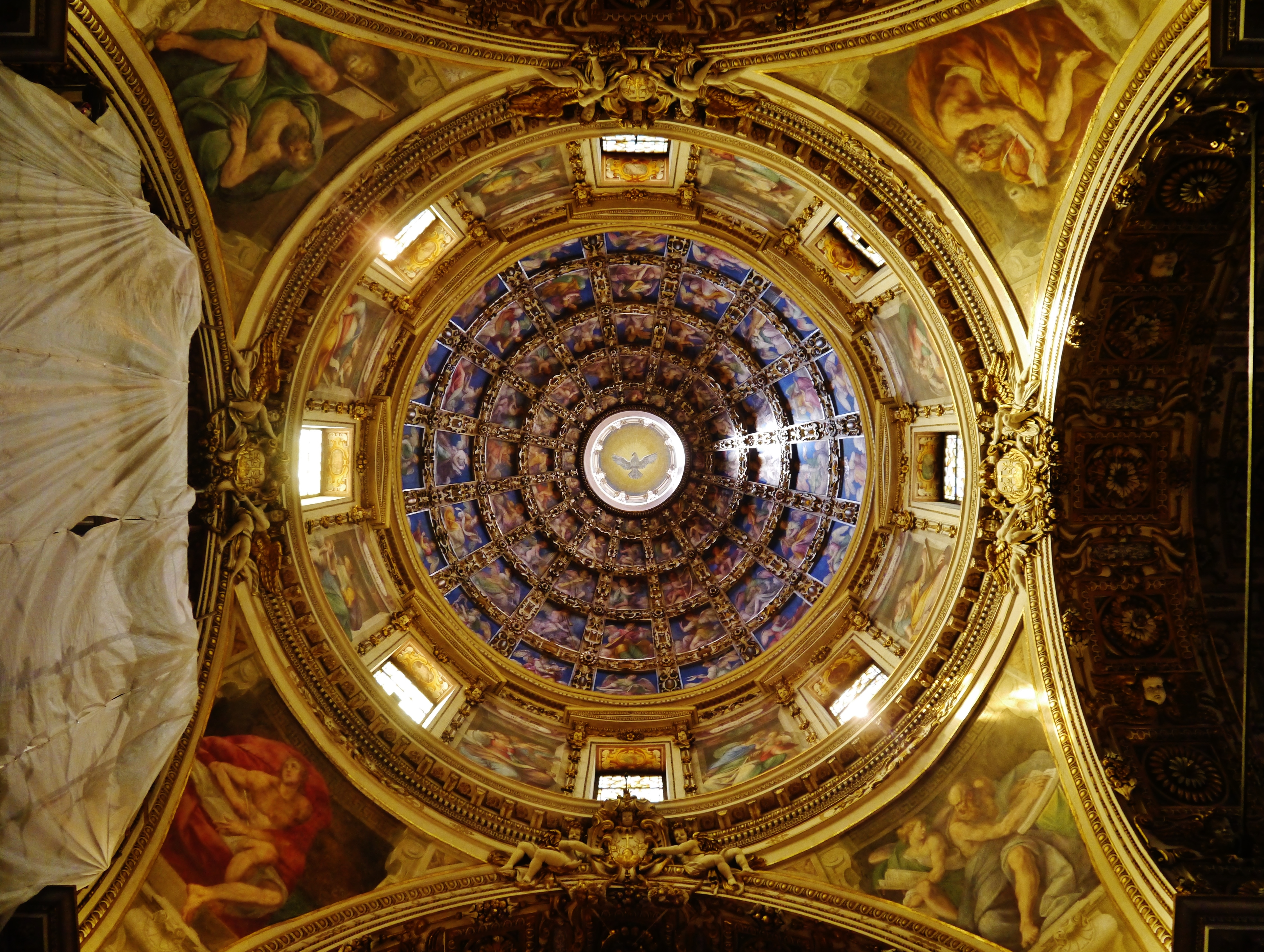
Blick in die Kuppel

#### Das Presbyterium und der Chor
Ambrogio Figino malte um 1605 die Geschichten des heiligen Benedikt in der Apsis des linken Querschiffs: Von Der heilige Benedikt empfängt Maurus und Placidus und Der heilige Benedikt entdeckt den falschen Totila sind in der Accademia di belle arti in Venedig die Vorzeichnungen erhalten, die im Vergleich zur bildlichen Wiedergabe der Gemälde lebendiger sind. Der Chor ist ebenfalls ein Werk von Ambrogio Figino, dessen Fresko in der Mitte des Gewölbes, das von mehreren Händen mit einigen anonymen Mitarbeitern gemalt wurde, die Krönung Mariens darstellt; dazu kommen vier Gemälde an den Seiten mit Angeli musicanti und an der Rückwand drei Rundgemälde auf Leinwand mit Putti in preghiera. Von Enea Salmeggia, ebenfalls im Chor, stammt San Vittore a Cavallo (Sankt Viktor zu Pferde), dessen Entwurfszeichnung in der Pinacoteca Ambrosiana aufbewahrt wird.
Besonders bemerkenswert ist der hölzerne Chor, der von Ambrogio Santagostino gegen Ende des 16. Jahrhunderts aus Nussbaumholz gefertigt wurde und mit der Geschichte des Heiligen Benedikt geschmückt ist, dem Heiligen, auf den sich die Olivetaner in ihrem Orden bezogen. Die 37 historisierten Tafeln erzählen einige der bekanntesten Episoden aus dem Leben des heiligen Benedikt, die in Anlehnung an die von Papst Gregor dem Großen in Buch II der Dialoge verfasste Biografie konzipiert wurden. Die Stände hingegen dürften von mehreren Händen stammen, die ebenfalls nach Zeichnungen verschiedener Künstler geschnitzt wurden. Der Kunsthistoriker Agostinelli Scipioni stellt auch fest, dass der prächtige Chor von San Vittore al Corpo aus schönen Stichen von Aliprando Capriolo stammt, die auf Zeichnungen des ausgezeichneten Bernardino Passeri beruhen, in Bezug auf die 37 Tafeln von San Vittore, die aus den fünfzig ausgewählt wurden, die Capriolo im Jahr 1579 auf der Grundlage der Zeichnungen von Passeri für die Biographie des Heiligen gestochen hatte.

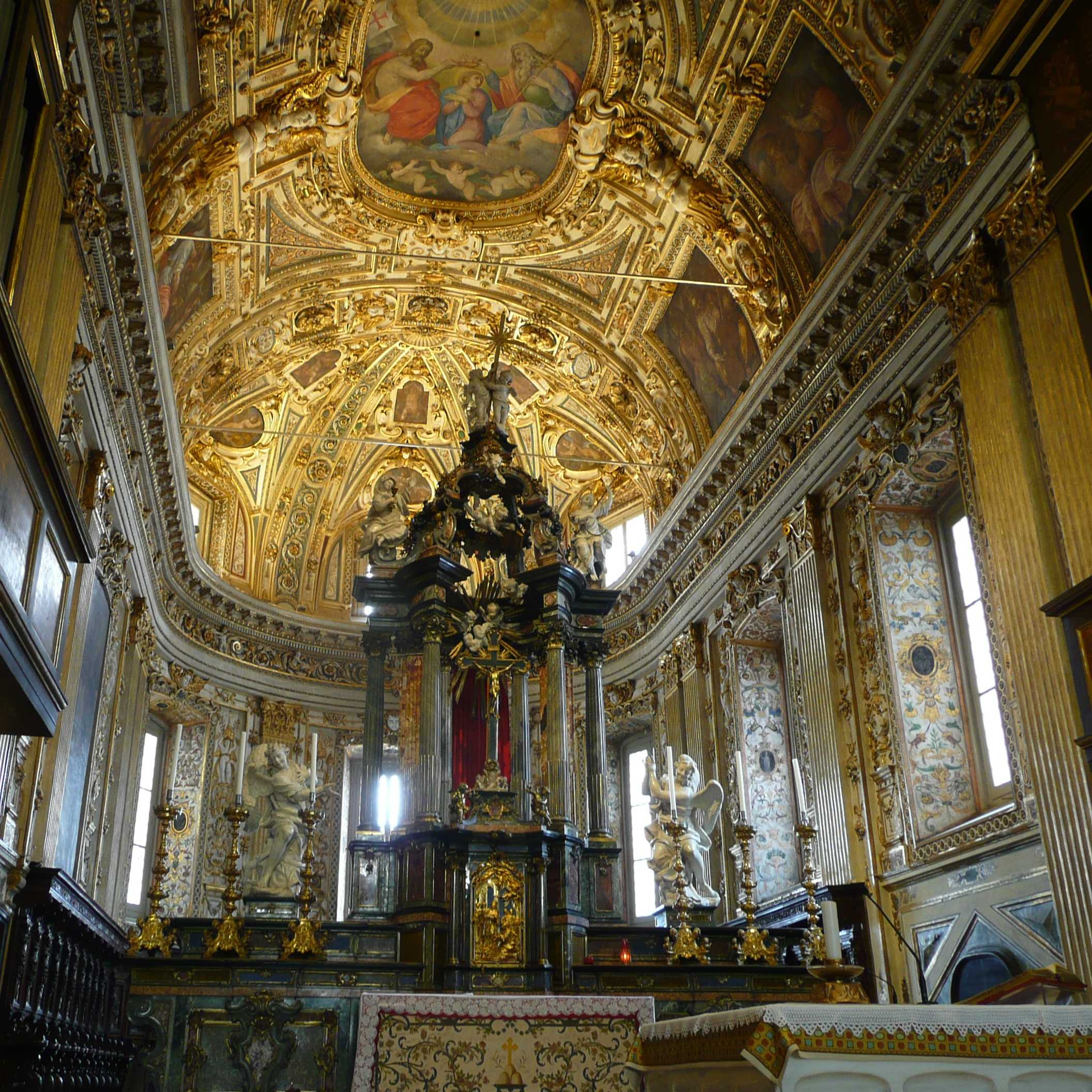
Der Hochaltar und das Gewölbe der Apsis
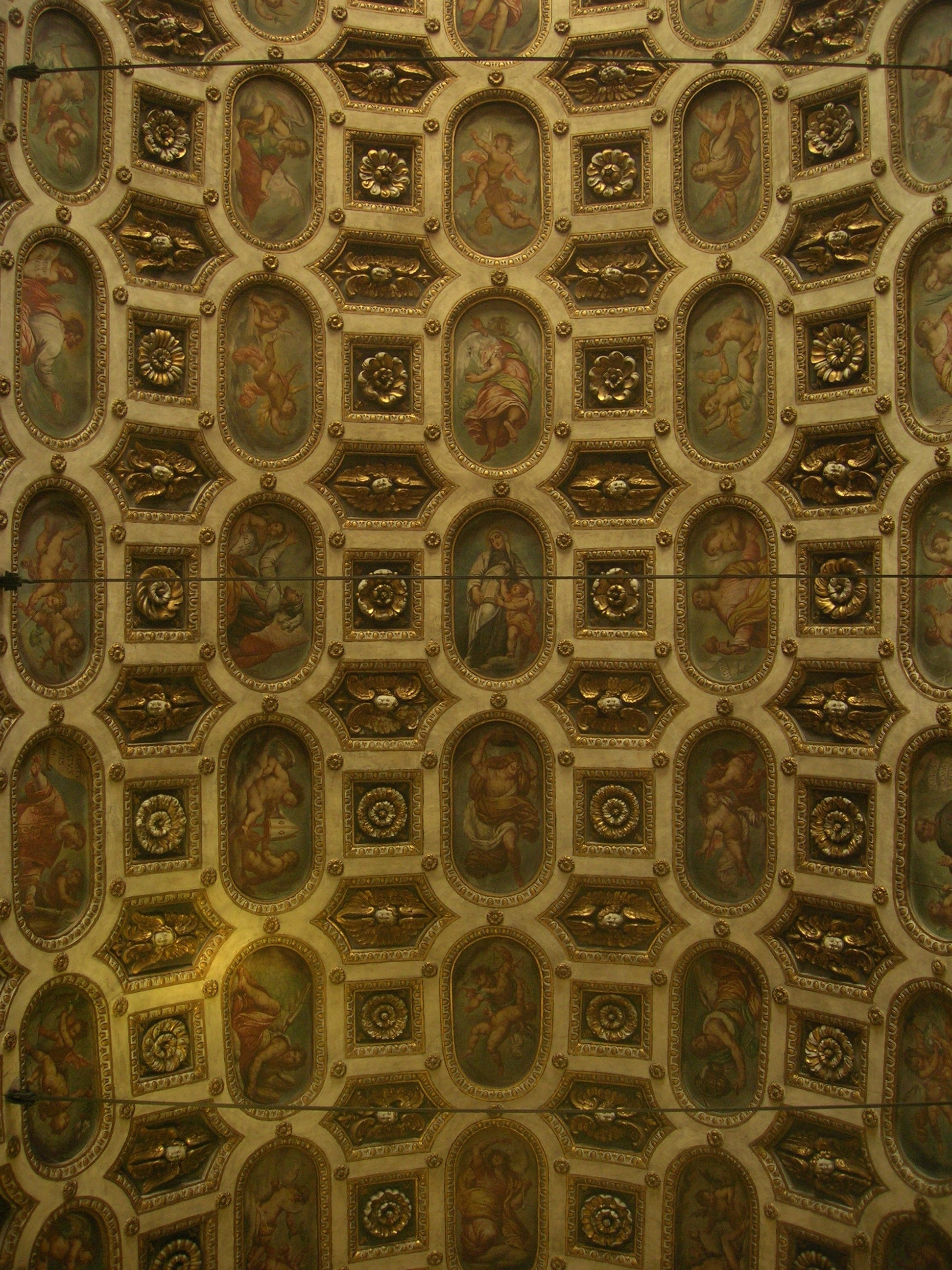
Detail des Gewölbes des Kirchenschiffs
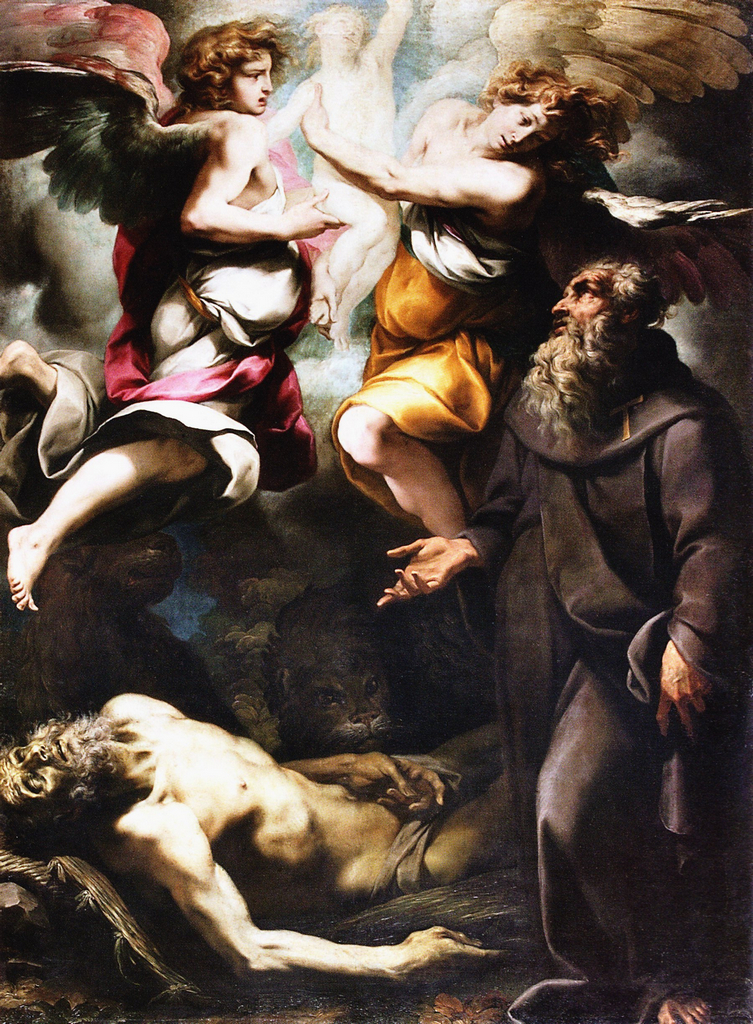
Daniele Crespi, Tod des heiligen Paulus von Theben 1619
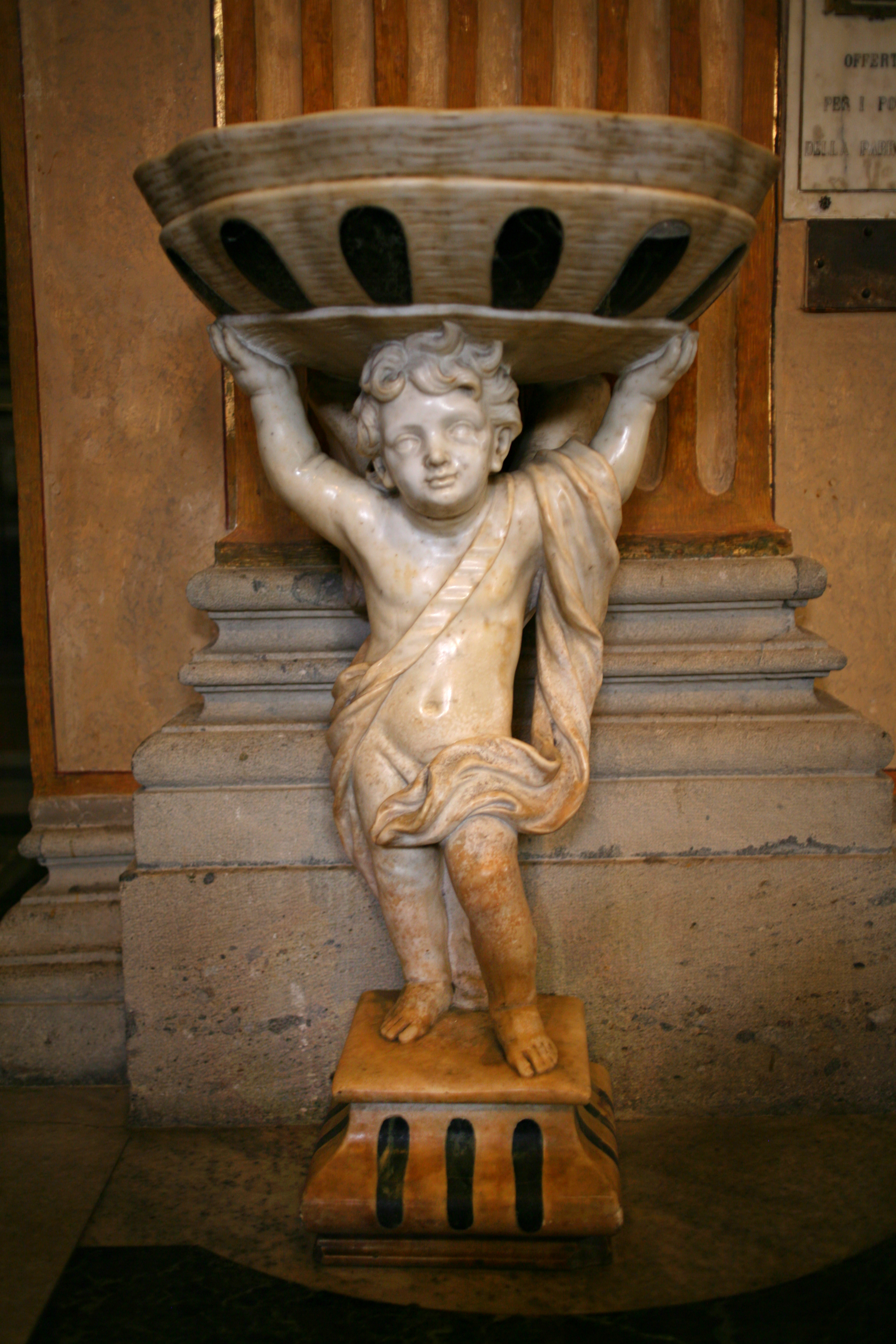
Weihwasserbecken

### Orgel
Die Orgel der Basilika wurde von der Mailänder Orgelfirma Costamagna im Jahr 1950 gebaut, anlässlich des Marianischen Jahres, wobei das Pfeifenwerk der beiden früheren Tamburini-Orgeln von 1905 wiederverwendet wurde. Das Instrument verfügt über eine elektrische Traktur und ist auf den beiden gegenüberliegenden Choremporen über dem Chorgestühl an den Seitenwänden des Presbyteriums aufgestellt. Die zwei Gehäusen, werden durch die Prospektpfeifen des Prinzipal-Registers gebildet sind und jeweils von einer Serliana eingerahmt. Der freistehende Spieltisch befindet sich in der linken Seite des Querschiffs und verfügt über zwei Klaviaturen mit je 58 Tasten und einer Pedalklaviatur mit 30 Tasten.

### Glocken
Der Glockenturm der Basilika, der fünf Glocken beherbergt, welche 1949 von der Gießerei Luigi und Giorgio Ottolina in Seregno gegossen wurden, wurde kürzlich restauriert. Die fünf Glocken, die ursprünglich 1905 von der Fonderia Barigozzi in Mailand  gegossen wurden, unterlagen einer kriegsbedingten Requisition, bei der die beiden größten Bronzeglocken beschlagnahmt und 1949 nach Ende des Zweiten Weltkriegs an die Gemeinde San Vittore zurückgegeben wurden. Die Läutedisposition der neu gegossenen Glocken ist heute einen Halbton tiefer als zuvor. Die größte Glocke des Geläuts hat einen Durchmesser am Schlagring von 1.426 mm und ein Gewicht von ca. 1.700 kg.